# Троїцьке (Нанайський район)
Тро́їцьке (рос. Троицкое) — село, центр Нанайського району Хабаровського краю, Росія. Адміністративний центр та єдиний населений пункт Троїцького сільського поселення.

## Історія
У червні 1859 року сім найбідніших сімей В'ятської губернії прибули на Далекий Схід, з них тільки три сім'ї залишилися освоювати нове місце. Серед переселенців були родини Городилових, Смирнових, Губанових. Вони оселилися поруч із нанайським стійбищем Долін. До кінця осені вздовж берега ланцюжком простягнулося 7 рублених будиночків. В 1860 році в селі було вже 29 селянських господарств. В 1861 році прибула нова група переселенців з В'ятської губернії.
В 1863 році тут поселились українці з Полтавської губернії.
Існує три версії походження назви села: три сім'ї були засновниками села; перші поселенці прибули на поселення в релігійне свято Трійцю; назва села перенесена з західних районів країни, де проживали переселенці.
На початку 1860-х років в Троїцькому жило 32 родини, а в 1910 році — їх вже понад півсотні. Спочатку поселенці займалися хліборобством і рибальством. Нанайці навчили переселенців промишляти кету. В 1867 році сталі займатися поштовим візництвом, а в 1872 році селяни повністю відмовилися від вирощування хліба через несприятливі погодні умови. Тепер головними заняттями жителів Троїцького стають полювання і рибальство.
Розповіді старожилів і архівні документи говорять про те, що до 1917 року весь житловий фонд села Троїцьке складався з дерев'яних будинків, збитих спільно кожній родині. Над річкою простягнулася вулиця Набережна довжиною 1 км. До кінця 1912 року побудували невелику школу, волостную контору, церква.
В 1914 році почалася Перша світова війна, і багато молоді чоловіки пішли на фронт. Після Лютневої революції вони повернулися додому, але незабаром почалася нова війна — Громадянська.
Троїцька волость була віддалена частиною Хабаровського повіту, і її віддаленість створювала хороші умови для дій партизан. Виниклі революційні підпільні групи входили в загін Д. І. Бойко-Павлова.
В 1929 році з місцевої церкви зробили клуб. Пізніше, в 1930-і роки, він згорів. На згарищі було збудовано будівлю міліції, але з часом її знесли. Відкривається школа, з'являються бібліотека, клуб, кінотеатр, виникають промислові підприємства. В 1928 році в Троїцькому відкривається перша лікарня, розрахована на 5 ліжок, де працює всього один лікар. Через чотири роки вона перетвориться в дільничну лікарню зі штатом 4 людини. В 1934 році починають свою роботу райздороввідділ і районна лікарня, розрахована вже на 15 стаціонарних місць. З 1934 року працює радіовузол, в цьому ж році в Троїцькому відкрилася перша пекарня.
У 1935 році виходить перший номер районної газети, одна сторінка якої друкувалася російською мовою, а інша — нанайською.
У 1938 році в Троїцькому відкрилася перша середня школа, яка розташовувалася в дерев'яній будівлі. І тільки через два з лишком десятиліття здається в експлуатацію типова цегляна будівля середньої школи № 1.
У 1939 році в селі відкрилася перша аптека, яка зараз займається постачанням лікарськими препаратами всіх медичних установ. У сімдесяті — вісімдесяті роки були зведені: обеліск полеглим односельцям (1973 р.) в парку Центру культури і дозвілля та стела «Дружби народів» (1984 р.). На честь 55-річчя закінчення Великої Вітчизняної війни в селі відкрита площа Перемоги, розбитий сквер з фонтаном.

## Населення
Населення — 5143 особи (2010; 5725 у 2002).
Національний склад (станом на 2002 рік):
- росіяни — 87 %

## Господарство
Доросле населення Троїцького трудиться в основному в бюджетних організаціях і на тих небагатьох підприємствах, які розташовані на його території, серед них Нанайський ШРБУ, нанайське дослідне лісове господарство, ЗАТ «Троїцький річковий порт», МУПТЕК, ТОВ «Житлобуд», підприємства системи споживчої кооперації.

### Освіта
На середину 2010-х мережа освітніх установ представлена: однією середньою школою, лісозаводською початковою школою, а також трьома дитячими дошкільними установами, центром позашкільної роботи, дитячою школою мистецтв. У селі функціонує філія ПТУ № 3 (в даний час є філією НВО ГОУ СПО «Хабаровський технічний коледж»). Філія училища займається підготовкою фахівців по чотирьох робочих спеціальностей: кухар-кондитер, продавець непродовольчих товарів, майстер столярно-теслярських і паркетних робіт, зварювальник. У 1996 році був утворений дитячий будинок для дітей-сиріт та дітей, які залишилися без піклування батьків дошкільного віку на 25 місць.

### Культура
Своє дозвілля жителі села проводять у Центрі культури та дозвілля. Серед закладів культури, розташованих у Троїцькому — краєзнавчий музей, відкритий в 1973 році; дитяча школа мистецтв, відкрита в 1970 році.